# شکاک (فیلم)
شکاک (به انگلیسی: The Skeptic) یک فیلم سینمایی محصول سال ۲۰۰۹ آمریکا است. به کارگردانی تنیسون باردول و با نقش‌آفرینی تام آرنولد، تیم دلی و زو سالادانا است، داستان فیلم از آنجا شروع می‌شود که یک خانه بزرگ به یک وکیل ارث می‌رسد، اما زمانی که وکیل به آن خانه می‌رود شاهد اتفاقاتی است که با عقل او جور نیست و او برای مدتی فکر می‌کند دچار بیماری روانی و توهمات ناشی از کم‌خوابی شده است.

## خلاصه داستان
وقتی که برایان به خانه‌ای که به او ارث رسیده است میآید رفته رفته صداهایی را می‌شنود و حتی چیزهای نامفهومی را می‌بیند، آن‌ها را با روانشناس خود در میان می‌گذارد و روانشناس به او اطمینان می‌دهد که تمامی چیزهایی که شنیده یا دیده است توهمات ناشی از کم‌خوابی به دنبال کار زیاد اوست، برایان نسبت به وجود روح در آن خانه بی‌تفاوت می‌شود تا روزی که دختری سیاه‌پوست به ملاقات او می‌آید و به برایان می‌گوید که روح و وجود آن در این خانه واقعیت دارد و نباید نسبت به آن بی‌تفاوت باشی گویا روح می‌خواهد تو حقیقتی را بدانی، حقیقتی که هرگز فرصت نشد تو بدانی، برایان ابتدا تصور می‌کرد مادرش در خانهٔ اطراف شهر دیگری از پله‌های ساختمان افتاده و مُرده در حالی که او در حال بازی با اسباب‌بازی‌هایش در اتاقش بوده، اما کم‌کم طبق نشانه‌هایی که دختر سیاه پوست به اون می‌دهد و اثراتی که از روح دریافت می‌کند، می‌فهمد که مادر برایان در همان خانه از پله‌ها افتاده و برایان کاملاً آن صحنه را دیده، همچنین روز بعد کشیش پیری برایان را می‌بیند و به او می‌گوید که مادرش زنی خشن بوده و برایان را بسیار تنبیه می‌کرده و الان روح آن در خانه انتظار می‌کشد تا برایان را آزار دهد. در یک کافه برایان روانشناس خود را ملاقت می‌کند و با او در مورد روح و وجود روح در خانه صحبت می‌کند و همچنین حرف‌های عمه و شوهر عمه اش قبل از مرگ دربارهٔ آن خانه و حرف‌هایی که کشیش پیر در مورد رفتارهای خشن و اخلاق بد مادرش به او گفت و همچنین وجود روح بد مادرش در آن خانه برای انتقام، روانشناس به اون می‌گوید شوهر عموی تو فردی دیوانه بود و هر روز با پلیس تماس می‌گرفت تا حضور موجوداته فضایی را گزارش دهد و عمهٔ تو نیز در اواخر عمر عقل خود را از دست داده بود آن کشیش پیر دائماً با چیزهای ماوراءالطبیعی سر و کار دارد و تو نباید رفتارهای خود را نسبت به حرف‌های آن شخصی توجیه کنی، و برای او می‌گوید روزی که قرار بود برایان به پیک نیک برود چه اتفاقی افتاد که برایان به پیک‌نیک نرفت، وقتی که برایان جورابش را در کف اتاقش انداخته بود مادرش او را تنبیه و در کمد حبس می‌کند برایان که ۵ سال داشت تصمیم می‌گیرد انتقام خود را از مادر خشن خود بگیرد و یک عروسک و چند ماشین اسباب‌بازی را روی بالاترین پله قرار می‌دهد، وقتی که مادرش می‌خواهد از پله پایین برود پایش روی ماشین می‌رود و از پله‌ها می‌افتد برایانه ۵ ساله، تمام صحنه قتل مادرش را مشاهده کرده بود و برای همین در تصور خود صورت مادرش را نمی‌توانست تصور کند، برایان از شنیدن این حرف از زبان آن روانشناس حالش بد می‌شود و تصمیم می‌گیرد از آن خانه برود، وقتی به خانه می‌رسد نگاهی به خانه می‌کند و می‌خواهد که بازگردد ولی ماشین دختر سیاه پوست را می‌بیند و شماره خانه را می‌گیرد اما کسی نیست که تلفن خانه را بردارد با خود فکر می‌کند شاید اتفاقی برای دختر سیاه پوست افتاده باشد برای همین سریعاً به خانه می‌رود و خانه را جستجو می‌کند و چیزی نمی‌یابد به تلفن همراه دختر سیاه پوست زنگ می‌زند و دختر تلفن را جواب می‌دهد، برایان به او می‌گوید: چرا ماشین خود را جلوی خانه پارک کرده و خودش داخل خانه نیست؟ دختر سیاه پوست جواب می‌دهد: ماشین من آن جا نیست و من ماشین را آنجا پارک نکرده‌ام، بار دیگر برایان به ماشین دختر سیاه پوست نگاه می‌کند اما چیزی نمی‌بیند. در می‌یابد که روح مادرش قصد فریب دادن او را داشته، برایان عصبانی می‌شود و چوب‌دستی برمی‌دارد و وسایل اتاق را می‌شکند و به روح مادرش می‌گوید" بیا من دیگر آن پسر ۵ ساله نیستم " در همین حین وقتی می‌خواهد از پله‌ها پایین بیاید جسد مادرش را پایین پله‌ها می‌بیند که نا گهان زنده می‌شود. برایان از حال می‌رود و از پله‌های می‌افتد، وقتی که پایین پله‌ها بی‌حال افتاده، مادرش دستی به صورتش می‌کشد و زخمی که روی پیشانی‌اش ایجاد شده را نوازش می‌کند، برایان صحنه‌ای از پیک‌نیک خود را می‌بیند که مادرش درِ کمدی که برایان در آن حبس بود، را باز می‌کند و برایان به پیک‌نیک می‌رود در حالی که مادرش بالای سفره پیک نیک اشک شوق می‌ریزد.